# Cosme Prenafeta
Cosme Prenafeta García est un ancien joueur espagnol de volley-ball né le 9 décembre 1971 à L'Hospitalet de Llobregat (province de Barcelone). Il mesure 1,88 m et jouait passeur. Il totalise 186 sélections en équipe d'Espagne.

## Clubs
| Club                  | De        | À         |
| --------------------- | --------- | --------- |
| ACD Bomberos          | 1989-1990 | 1990-1991 |
| Club Voleibol Andorre | 1991-1992 | 1991-1992 |
| Unicaja Almería       | 1992-1993 | 2004-2005 |
| FC Barcelone          | 2005-2006 | 2007-2008 |

## Palmarès
- Championnat d'Espagne (8)
  - Vainqueur : 1997, 1998, 2000, 2001, 2002, 2003, 2004, 2005
  - Finaliste : 1990, 1992, 1993
- Coupe du Roi (5)
  - Vainqueur : 1995, 1998, 1999, 2000, 2002
  - Finaliste : 1992, 1993, 1997
- Supercoupe du Roi (2)
  - Vainqueur : 2002, 2003
  - Perdant : 2004, 2005